# ZDF-Verwaltungsrat

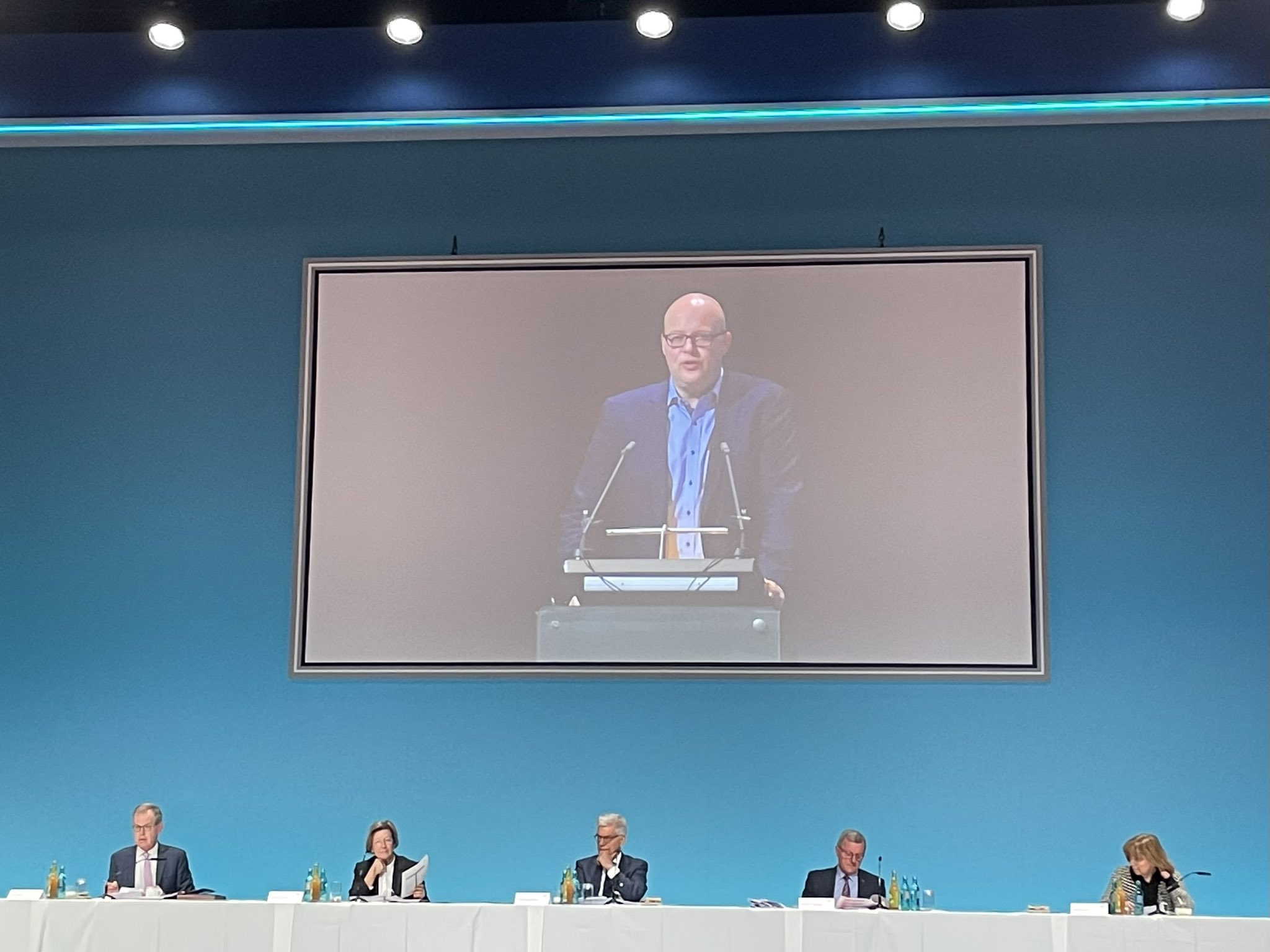
Bewerbungsrede von Leonhard Dobusch bei der Wahl des ZDF-Verwaltungsrats 2022

Der ZDF-Verwaltungsrat ist neben dem ZDF-Fernsehrat eine weitere Kontrollinstanz beim Zweiten Deutschen Fernsehen (ZDF), die die Tätigkeit des Intendanten insbesondere in Haushaltsfragen überwacht. Mit dem Intendanten und auf dessen Vorschlag beruft er den Programmdirektor, den Chefredakteur und den Verwaltungsdirektor.
Seine Zusammensetzung wurde nach einer Normenkontrollentscheidung des Bundesverfassungsgerichts entscheidend verändert. Parteipolitische Einflussnahmen sollten damit vermindert werden. Seit der Amtsperiode im Sommer 2017 setzt sich ein neuer Verwaltungsrat nach den neuen Regelungen zusammen.

## Mitglieder seit Sommer 2022
Der Verwaltungsrat besteht aus zwölf Mitgliedern, unter anderem gehören ihm vier Vertreter der Bundesländer an, was nach dem Urteil des Bundesverfassungsgerichts der maximal erlaubten Anzahl staatsnaher Vertreter entspricht. Weitere acht Mitglieder werden vom Fernsehrat gewählt. Sie dürfen keiner Regierung oder gesetzgebenden Körperschaft angehören. Maximal ein Drittel der Mitglieder dürfen „staatsnah“ sein.
Die Wahl des Vorsitzenden und seiner Stellvertreter erfolgt laut Geschäftsordnung des Verwaltungsrates aus seiner Mitte heraus. Den Vorsitz hat traditionell der rheinland-pfälzische Ministerpräsident inne. Zurzeit ist es die ehemalige Ministerpräsidentin Maria Luise Dreyer (SPD) (Mitglied seit 1. Juli 2017 als Vertreterin der Länder).
Die drei weiteren Vertreter der Länder sind: Reiner Haseloff (CDU) (seit 1. Juli 2022), Winfried Kretschmann (Bündnis 90/Die Grünen) (seit 29. März 2023) und Manuela Schwesig (SPD) (seit 1. Juli 2023).
Vom Fernsehrat gewählte Mitglieder des Verwaltungsrates sind:
- Gabriele Beibst, ehemalige Rektorin der Ernst-Abbe-Hochschule Jena, im Verwaltungsrat seit 1. Juli 2017
- Bärbel Bergerhoff-Wodopia, Mitglied des Vorstands der RAG-Stiftung, im Verwaltungsrat seit 1. Juli 2017
- Christopher Buschow, Professor an der Hamburg Media School/Technischen Universität Hamburg, im Verwaltungsrat seit 18. Juli 2025
- Reinhard Göhner (CDU), ehemaliger Hauptgeschäftsführer der Bundesvereinigung der Deutschen Arbeitgeberverbände, im Verwaltungsrat seit 29. Juni 2012
- Peter Heesen (CDU), Ehrenvorsitzender des DBB Beamtenbund und Tarifunion, im Verwaltungsrat seit 1. Juli 2017
- Reiner Hoffmann (SPD), ehemaliger DGB-Vorsitzender, im Verwaltungsrat seit 1. Juli 2025
- Barbara Thomaß, ehemalige Professorin an der Ruhr-Universität Bochum, im Verwaltungsrat seit 1. Juli 2012
- Birgitta Wolff (CDU), Rektorin der Bergischen Universität Wuppertal, im Verwaltungsrat seit 1. Juli 2017

## Kritik
Im Zuge der „Causa Brender“ im Jahre 2009 gab es heftige Diskussionen um die Einflussnahme von politischen Parteien im Verwaltungsrat.
ZDF-Intendant Markus Schächter hatte direkt im Anschluss an die Verwaltungsratssitzung, in der sein Personalvorschlag abgelehnt wurde, im Hinblick auf eine rechtliche Klärung erklärt, die Länder hätten die Pflicht, „für belastbare Rechtsgrundlagen des ZDF Sorge zu tragen“. Ähnlich äußerte sich der ZDF-Fernsehratsvorsitzende Ruprecht Polenz. Der Verwaltungsratsvorsitzende Kurt Beck schlug in der Folge Änderungen am ZDF-Staatsvertrag vor, für die er unter den Landesregierungen jedoch keine Mehrheit fand. Schließlich kündigte Beck eine eigene Klage des Landes Rheinland-Pfalz gegen den ZDF-Staatsvertrag beim Bundesverfassungsgericht an, die im Dezember 2010 in Form eines Normenkontrollantrags nach Karlsruhe übermittelt wurde. Die Bundestagsfraktion der Grünen hatte bereits Anfang 2010 den Entwurf zu einem eigenen Normenkontrollantrag vorgelegt, dem sich allerdings nur die Fraktion der Linken anschloss, womit das notwendige Quorum von 156 Bundestagsabgeordneten nicht erreicht wurde. Der Entwurf der Grünen sah einen wesentlich weiter gehenden Rückzug der staatlichen Vertreter aus den ZDF-Gremien vor als die Klage des Landes Rheinland-Pfalz.
Die Staatskanzleien der Länder Rheinland-Pfalz und Hamburg monierten, dass in den Aufsichtsgremien des ZDF zu viele staatsnahe Personen und Institutionen vertreten seien. Ferdinand Kirchhof, Vizepräsident des Verfassungsgerichts, verwies darauf, dass das Grundgesetz verbiete, den öffentlichen Rundfunk für „staatliche Zwecke zu instrumentalisieren“. Dass Staatsvertreter nicht in den Aufsichtsgremien vertreten seien dürften, sei daraus nicht abzuleiten. Kurt Beck räumte ein, es gebe Fälle, in denen eine „konzentrierte politische Einflußnahme“ stattgefunden habe.

### Urteil des Bundesverfassungsgerichts
Im März 2014 urteilte das Bundesverfassungsgericht, dass „die Regelungen zur Zusammensetzung des Verwaltungsrats gemäß § 24 ZDF-StV […] gegen Art. 5 Abs. 1 Satz 2 GG“ verstoßen. Das Gericht verpflichtete die Länder, bis spätestens zum 30. Juni 2015 eine verfassungsgemäße Neuregelung zu treffen, die den Anteil „staatsnaher“ Verwaltungsratsmitglieder auf dreißig Prozent begrenzt.
Der Verfassungsrichter Andreas Paulus formulierte in diesem Urteil eine abweichende Meinung: Die Beteiligung auch nur eines Drittels von Vertretern der Exekutive widerspreche den Grundsätzen des Urteils. „Wenn die Aufsichtsgremien von Rundfunk und Fernsehen von denen beherrscht werden, deren Kontrolle sie unter anderem ermöglichen sollen, ist damit eine Beeinträchtigung ihrer Funktion verbunden.“ Paulus kritisierte das Urteil seiner Senats-Kollegen als „einen utopischen, kaum überprüfbaren Maßstab für die Ausübung des erteilten Mandats“ für die ZDF-Gremien.